# Shirebrook
Shirebrook – miasto w Anglii, w hrabstwie Derbyshire, w dystrykcie Bolsover. Leży 36 km na północny wschód od miasta Derby i 203 km na północ od Londynu. Miasto liczy 9291 mieszkańców.